# اندیس کرومیت جنوب کهیری ایرانشهر
کرومیت جنوب کهیری ایرانشهر یک اندیس فلزی است که در حوالی شهر چانف استان سیستان و بلوچستان قرار دارد و مادهٔ معدنی موجود در آن، کرومیت است.سنگ میزبان این اندیس پیریدوتیت تکتونیزه است و دیرینگی آن به دوران کرتاسه می‌رسد. 